# アルチョム・ザハロフ
アルチョム・アレクセーエヴィチ・ザハロフ (ロシア語: Артём Алексеевич Захаров, ラテン文字転写: Artyom Alekseyevich Zakharov 1991年10月27日 - ) は、カザフスタン・ペトロパブル出身の自転車競技選手。現在はアスタナ・プロチーム所属。世界選手権自転車競技大会トラックレース2012や世界選手権自転車競技大会トラックレース2013に出場し、トラックレースを得意としてきたが、2017年にはロードレースのカザフスタン選手権で優勝した。 

## 主な戦績
2016
アジア自転車競技選手権大会 オムニアム 2位
2017
アジア自転車競技選手権大会 
マディソン 2位
個人追抜 2位
 カザフスタン選手権ロードレース　優勝